# Купа Трупа
Купе Трупе, обично скраћено Купе или Трупе, у Јапану познат као Ноконоко (ノコノコ), су рептилски мини војници Кишатрупе из франшизе Марио. Први пут су се појавили у игри Марио Брос 1983. као Шелкреперс. Купе Трупе су међу најстаријим непријатељима који се понављају у серији и појавили су се у неком облику у свим главним играма и већини спин-оф игара. Када поразе, Купа може побећи из својих граната или се повући из њих, што се обично може користити као оружје. Купа гранате су оружје које се понавља у серији, посебно популаризирано у серији Марио Карт, у којој се могу испалити као пројектили на друге тркаче. Упркос томе што чини већину Бовсерове војске, познате и као "Купа Труп", Купе се као врста често показује као мирољубив, а неки се удружују са Мариом. Скелет Купе Трупе  су Џрај Бонеси.